# Jacqueline Salmon
Pour les articles homonymes, voir Salmon.
Pour la peintre, voir Jacqueline Gaussen Salmon.
Jacqueline Salmon, née le 26 mars 1943 à Lyon est une photographe française. Elle vit à Paris.

## Biographie
Après avoir fait des études d'histoire, d'arts plastiques et d'architecture, elle réalise depuis 1981 une œuvre photographique dont le principal sujet est l'étude des rapports entre philosophie, histoire de l'art et architecture.
Actuellement, elle est représentée par la Galerie Éric Dupont.

## Distinctions
- Chevalier de l'ordre des Arts et des Lettres (1998)
- Chevalier de la légion d''honneur 2025

## Travaux (sélection)
- 1989 : Traboule blues, un parcours-promenade à l'occasion du 8 décembre à Lyon, avant-première de la Fête des lumières.
- 1993-1996 : Clairvaux, punir, surveiller, pardonner et vivre : sur l'abbaye de saint Bernard transformée en prison, devenue centrale pénitentiaire de haute sécurité.
- Entre centre et absence : série de portraits en diptyque sur la règle du Musée imaginaire de Malraux.
- 1996 : Donateurs. Œuvre réalisée dans le cadre du 1 % à la construction, au palais de justice de Melun. Autrefois, les notables fortunés étaient représentés sur la peinture des lieux qu'ils avaient financés. Aujourd’hui, tous les contribuables sont les donateurs des lieux construits par l'État. Toutes origines culturelles et milieux sociaux confondus, une centaine de portraits incrustés dans les photographies du chantier forment une « fresque » entourant la salle des pas perdus du palais de justice[2].
- 1996-1998 : Chambres précaires, photographies des lieux du SAMU social de la ville de Paris.
- 2001-2002 : Le hangar, photographies du camp de Sangatte Croix-Rouge : Sangatte. Prises de vue : mai-août 2001. Exposée pour la première fois à la galerie du Dôme de l'Université d'Artois, (Arras), à l'initiative de l'association Destin Sensible et de la maison de l'art de Sallaumines[3]. Exposée depuis octobre 2007 à la Cité nationale de l'histoire de l'immigration, cette série frappe d’emblée par l’absence des personnes[4],[5].
- 2005-2008 : Zone déchets nucléaires. Sur le retraitement  à la Hague, l'enfouissement dans l'Aube, la déconstruction de Superphénix à Creys-Malville.
- 2009 : La prison. Projet et acquisition du musée Carnavalet sur les prisons de Paris[6]
- 2010 : Le temps qu'il fait / le temps qu'il est ; résidence à la Maison des Arts d’Évreux, cartes des vents, écriture du temps et essais géopolitique.
- 2012 : 
  - Trois variations sur l'horizon et sur le temps, trois triptyques vidéo, commande sur le paysage du conseil général d'Eure-et-Loir.
  - Litanies pour Ronchamp sur une composition de Gilbert Amy.
- 2013-2023 : Nuage - cartes des vents.
- 2014 : Aniane de l'oubli à la mémoire, sur les traces d'une ancienne maison de redressement longtemps qualifiée de bagne pour enfants.
- 2017 : Aniane de l’abandon à la revanche, La Fenêtre, Montpellier.
- 2014-2015 : 42,84 Km2 sous le ciel, résidence à l'hôtel des Arts à Toulon, une interprétation de la ville de ses habitants et de sa mémoire[7].
- 2014-2018 : Un soleil déjà oblique, variation sur 40 poèmes de Misuzu Kaneko.
- 2016 : Du vent, du ciel, et de la mer.
- 2017-2019 : 
  - La Bibliothèque abîme et miroir.
  - Le silo totem et racine.
- 2017-2023 : Le Point Aveugle. Perizoniums études et variations.
- 2021 : résidence à la Bibliothèque municipale de Lyon[8],[9].
- 2023 : Eves  — Herbier.

## Livres de photographies (sélection)
- Primatiale Saint-Jean, Lyon. Le temps d'un échafaudage, texte de Jean-Jacques Romagnoli, Lyon, La Manufacture, 1985.

- 8 rue Juiverie, texte de Jean Louis Schefer, Seyssel, Comp'Act, 1989, 50 p.  (ISBN 2-87661-034-5) : photographies de l'hôtel de Bullioud à Lyon, rue Juiverie avec la galerie Renaissance de Philibert Delorme.

- Les pentes de la Croix-Rousse. images, image, Lyon, SERL [Société d'équipement du Rhône et de Lyon] coll. « Projets pour la cité », 1990, 40 p.

- Calligraphie : variations photographiques sur une sculpture de Christophe Loyer, Paris, Deux Temps Tierce, 1991, 16 p.

- Lônes : le Rhône et le sacré, texte de René Pons, entretiens avec Claire Peillod, Paris, Marval, 1992, 88-8 p.  (ISBN 2-86234-119-3).
- Terres, texte de Jean-Pierre Spilmont, Seyssel, Comp'Act, 1994, 204 p.  (ISBN 2-87661-097-3).

- Weimar, texte de Michel Tournier, Paris, Ministère de la Culture et éditions du Demi-Cercle, coll. « Capitales oubliées », 1995, 90 p.
- La Rade d'Hyères, îles et presqu'île, Paris, Marval, 1995  (ISBN 2-86234-189-4).
- Villa Noailles, Hyères, texte d'Hubert Damisch, Paris, Marval coll. « 16 et demi » (no  1), 1997, 86 p.  (ISBN 2-86234-255-6).
- Notes de chantier en hommage à Tarkovski, texte de Bernard Lamarche-Vadel, Paris, éditions Créaphis, coll. « Drôle d'endroit » (no  1), 1998, 121 p.  (ISBN 2-907150-86-3).
- Le Hangar, texte de Paul Ardenne, Paris, Trans Photographic Press, 2002  (ISBN 2-913176-16-X).
- Archives naturelles, texte de Christine Bergé, Paris, Marval, coll. « Mémoire de la terre », 2002, 228-229 p.  (ISBN 2-86234-355-2) : ouvrage consacré au Muséum d'histoire naturelle de Lyon.
- Cube, texte de Jean Louis Schefer, Paris, L’Yeuse, 2003 : premier volume d'un ouvrage consacré à la Villa Noailles (les photographies du vol. 3 sont de Bernard Plossu).
- Le Jardin de Méréville, texte de Monique Mosser, Paris, L’Yeuse, 2004, 127 p.  (ISBN 2-914922-05-1).
- Didascalies : théâtres de l'Est parisien, textes de Danielle Mathieu-Bouillon, photographies et textes Jacqueline Salmon, Paris, Ville Ouverte, 2004, 52 p.  (ISBN 2-9518783-1-1).
- Le Miroir de Bachelard, texte de Michel Côté, Montréal, Éditions Roselin, 2004  (ISBN 9782921751278) (livre d'artiste, tirage limité à 33 exemplaires).
- L’Envers de l’eau, textes de Dominique Le Buhan et Guy de Rougemont, Fontfroide-le-Haut, Fata Morgana, 2005 (tirage limité à 40 exemplaires).
- Mallet-Stevens et la villa Noailles, texte d'Hubert Damisch, Paris, Marval, 2005  (ISBN 2-86234-224-6).

- Rimbaud parti, texte de Jean-Christophe Bailly, Paris, Marval, 104 p., 2006  (ISBN 978-2-86234-396-9)

- La Vie entre chien et loup : Hôpital Lariboisière, Paris, le service de réanimation postopératoire et traumatologique, texte de Christine Bergé, Paris, Robert Jauze, coll. « Belle page », 2007, 191 p.  (ISBN 978-2-86214-078-0).

- Îles et profils, texte de Laurier Lacroix, Québec, J’ai vu, 2008, 42 p .  (ISBN 9782922763201).

- Le temps qu'il fait / le temps qu'il est, texte de Michel Poivert, Évreux, Maison des Arts Solange-Baudoux, 2010, 143 p.
- Superphénix, déconstruction d'un mythe, texte de Christine Bergé, Paris, Les Empêcheurs de penser en rond - La Découverte, 2010  (ISBN 978-2-35925-037-4).
- MHSD, déconstruction, texte de Christine Bergé, Paris, 2011  (ISBN 978-2-919507-01-6).
- Légumes, Bordeaux, Éditions Sud-Ouest, 2011, 165 p.  (ISBN 978-2-8177-0143-1).
- Saline royale Arc-et-Senans, cité des utopies, textes de Jean-Christophe Bailly, Stéphane Rozès et Noël Barbe, Besançon, Éditions du Sekoya, 2012, 143 p.  (ISBN 978-2-84751-110-9).
- (fr) (de) La mémoire des branchies, poèmes de Eva Maria Berg, Toulouse, Érès, coll. « Po&psy » (no  21), 2015  (ISBN 978-2-7492-4800-4).
- 42,84 km2 sous le ciel, textes de Jean-Christophe Bailly, Paris, Loco, 2016.
- Un soleil déjà oblique. Variations autour de 40 poèmes de Misuzu Kaneko, poèmes traduits du japonais par Brigitte Allioux, Toulouse, Erès, 2018, 237 p.  (ISBN 978-2-7492-5854-6)[10].
- Futurs antérieurs, préface de Georges Didi-Huberman, Paris, Loco, 2021, 478 p.  (ISBN 9-782843140-37-2).
- Solo solo amores, poèmes de Symeon traduits par Danièle Faugeras, Toulouse, Erès, coll. « Po&psy », 2023, 1017 p.  (ISBN 978-2-7492-7720-2).

## Expositions
- 17 novembre - 31 décembre 1995 : Jacqueline Salmon : Clairvaux, Musée des Ursulines, Mâcon[11].
- 29 avril - 15 juin 1997 : Lorraine Fontaine, Jacqueline Salmon, Centre culturel canadien, Paris[12].
- 21 juin - 27 septembre 1998 : Jacqueline Salmon : la raison de l'ombre et des nuages, Musée Réattu, Arles[13].
- 1er décembre 1999 - 29 janvier 2000 : Entre centre et absence : Jacqueline Salmon, Passages - Centre d'art contemporain, Troyes

puis : 15 avril - 12 juin 2000 Stadtgalerie, Saarbruck ; 30 juillet - 3 septembre 2000, Kunsthalle, Erfurt ; 9 septembre - 1er octobre 2000, Städtische Galerie, Erlangen ; 14 septembre - 18 novembre 2001, Musée Paul-Dini, Villefranche-sur-Saône.
- 15 avril - 15 juin 2000 : Chambres précaires, Stadtgalerie, Saarbruck[15].
- 2000 : Jacqueline Salmon, l'Arsenal, Hôtel des Arts, Toulon[16].
- 15 mai - 13 juillet 2002 : Sangatte, le hangar, Galerie de l'ancienne poste, Calais

puis 23 novembre 2002 - 10 février 2003 : Musée de la Résistance et de la Déportation de l'Isère, Grenoble .
- 27 février - 10 mai 2004 : Paysages d'Épinal : photographies de Jacqueline Salmon, Musée de l'Image, Épinal[18],[19].
- juin - 11 juillet 2010 : galerie Michèle Chomette, Paris[20].
- 18 avril - 31 mai 2014 : Détentions 1993-2013, Centre d’art La Fenêtre, Montpellier[21].
- 17 mai - 14 septembre 2014 : Graphotopophotologies ou les écritures du paysage, Ar(t)senal, centre d'art contemporain, Dreux.
- 30 janvier - 24 avril 2016 : 42,84 km2 sous le ciel, Hôtel des Arts, Toulon[22],[23].
- 19 novembre 2016 - 23 avril 2017 : Jacqueline Salmon. Du vent, du ciel et de la mer, Musée d'Art moderne André-Malraux (MuMa), Le Havre[24].
- 26 janvier - 15 mai 2021 : La bibliothèque, abîme et miroir, exposition rétrospective, Bibliothèque de la Part-Dieu, Lyon[8],[25].
- 2 juillet - 2 octobre 2022 : Jacqueline Salmon : le point aveugle. Périzoniums, études et variations, Musée Réattu, Arles, dans le cadre des Rencontres de la photographie d'Arles[26],[27],[28].

### Articles et études
- Christine Coste, « Jacqueline Salmon - Photographe », Le Journal des arts,‎ 8 avril 2021 (lire en ligne ).
- Bruno Duborgel, Jacqueline Salmon : une image cultivée, Saint-Julien-Molin-Molette, J.-P. Huguet, 2013, 68 p. (ISBN 978-2-35575-200-1).
- Sylviane Van de Moortele, Jacqueline Salmon, une vie réfléchie, Paris, Loco, coll. « Histoires de photographe » (no 1), 2021, 95 p. (ISBN 978-2-84314-038-9).

### Filmographie
- Teri Wehn-Damisch, Jacqueline Salmon, ou l’art d’avancer masquée, documentaire, 54 minutes, 2016.

### Catalogues d'exposition
- Sébastien Allard, Jean-Christian Fleury et Guy Le Gaufey, Jacqueline Salmon : le point aveugle. Périzoniums, études et variations (catalogue d'exposition), Milan, Silvana Editoriale, 2022, 313 p. (ISBN 978-88-366-5238-9).
- Sophie Biass-Fabiani (dir.), Jacqueline Salmon, l'Arsenal (catalogue d'exposition), Toulon, Hôtel des Arts ; Centre méditerranéen d'art ; Conseil général du Var, 2000, 124 p. (ISBN 2-913959-01-6).
- Christine Buci-Glucksmann, Jean-Christian Fleury et Bernd Schulz, Entre centre et absence (catalogue d'exposition), Paris, Marval, 2000, 141 p. (ISBN 2-86234-295-5).
- Bruno Duborgel (dir.), Paysages d’Épinal (catalogue d'exposition), Épinal, Musée de l'Image, 2004 (ISBN 2-912140-04-8).
- Jacqueline Salmon, Lyon, Fage, coll. « Paroles d’artiste », 2020, 60 p.  (ISBN 978-2-84975-646-1).
- Charles Juliet et Thierry Dumanoir, Clairvaux (catalogue d'exposition), Paris, Marval, coll. « Pour mémoire », 1995 (ISBN 2-86234-200-9).
- Denis Peschanski (dir.), Sangatte, le hangar (catalogue d'exposition), Paris, Trans Photographic Press, 2002 -pages totales =55 (ISBN 2-913176-19-4).
- Jean Louis Schefer, La Raison de l'ombre et des nuages (catalogue d'exposition), Arles, Musée Réattu, 1998, 46 p.
- (fr + de) Paul Virilio (dir.), Chambres précaires (catalogue d'exposition), Heidelberg, Kehrer Verlag, 2000, 79 p. (ISBN 3933257352).